# Соколовская, Анита
Анита Соколовская (пол. Anita Sokołowska; род. 25 января 1976, Люблин, Польская Народная Республика) — польская актриса театра и кино.

## Биография
Анита Соколовская родилась в Люблине 25 января 1976 года. С детства увлекалась танцами и занималась балетом. В 1986 году участвовала в премьерной постановке на сцене театра в родном городе. Принимала участие в постановках в театре Паноптикум.
Окончила Высшую Государственную школу кинематографа, телевидения и театра имени Леона Шиллера в Лодзи. В 2000 — 2001 годах играла в театре имени Юлиуша Остервы. В 2001 — 2003 годах, в качестве приглашенной актрисы, участвовала в постановках на сцене Нового театра в Лодзи. В 2001 году также играла на сцене театра Зеркало в Лодзи. В 2004 — 2006 годах служила в Современном театре в Варшаве. С 2007 года является актрисой Польского театра в Быдгоще.
Широкую известность получила после съёмок в сериалах. В 1999 году дебютировала в роли Стефании Рудецкой / Зузанны Кораб-Рудецкой в сериале «Прокаженная» по одноимённому роману польской писательницы Хелены Мнишек. Актриса сыграла роль Милены Старской в сериале «В добре и в зле». С 2012 года играет роль Зузаны Маркевич в сериале «Подруги».
Анита Соколовская была замужем за Рафалом Малиновским, с которым развелась в 2009 году. Ныне она состоит в гражданском браке с театральным режиссёром и драматургом Бартошем Фронковяком, с котором познакомилась в 2007 году. От него актриса имеет сына Антка.